# واحة الهيلي
واحة الهيلي هي واحة تراثية تقع في أقصى شمال مدينة العين في الإمارات العربية المتحدة، وتتميز بوجود برجي مراقبة، بالإضافة إلى منزل محصّن يعود تاريخه إلى أوائل القرن التاسع عشر. تغطي واحة الهيلي مساحة 60 هكتاراً، وتحوي ما يقرب من 40000 نخلة مثمرة في أكثر من 252 مزرعة.

## داخلها
بالأضافة الى أشجار النخيل الوفيرة، فيوجد فيها أبراج مراقبة خصصت في قديم الزمان لمراقبة الحركات التجارية وحركات مرور القوافل، إلى جانب توفر منزل محصن يعرف باسم منزل بن هادي الدرمكي، الذي يقع وسط واحة الهيلي، وهو منزل محصن بُني بناؤه في القرن التاسع عشر، وكان يخدم الواحة ويحميها من المخاطر. يطوق المنزل سور مستطيل محصّن بزوايا مربعة كبيرة.

## نظام الري
تعتمد الواحة في الري على أنظمة الري التقليدية في دولة الإمارات العربية المتحدة التي كانت تعرف باسم الأفلاج، وتعد مجموعة من الأنفاق المائية التي تمر تحت الأرض وتتدفق من الجبال لتغذي أشجار النخيل في الواحة.

## أبراج المراقبة
على الرغم من اختلاف النماذج التي صُمّم بها برجا المراقبة، إلا أن البرجين اللذَين يبلغ طولهما 56 متراً تم بناؤهما كبوابة تحمي قرية الهيلي ومورد مياهها الحيوي. ويتميز البرجان ببنائهما من مواد موجودة في البيئة المحيطة، مثل الطوب اللبن وجذوع النخل والسعف.
أصدر الشيخ زايد بن سلطان آل نهيان، توجيهاته ببناء البرج المعروف باسم "مربعة الشيخ زايد"، والذي يقع على قمة تل صناعي بهدف حماية قرية هيلي. كما يتميز الطابق الأرضي بخلوّه من النوافذ، بينما يحتوي على سلم خشبي يؤدّي إلى شرفة البرج التي يجلس فيها الحراس لمراقبة المنطقة المحيطة.
وعلى بعد حوالي 50 متراً يقع برج المراقبة الذي يبلغ ارتفاعه حوالي 7.4 أمتار والمعروف باسم سيبة خليفة بن نهيان على تل آخر بالارتفاع والمحيط نفسيهما. ويعد برج سيبة الذي بُني في أواخر القرن التاسع عشر الأقدم، ويعمل على حماية القرية وإمدادات المياه الحيوية.